# لاري إميري
لاري إميري (بالإنجليزية: Larry Emery)‏ هو لاعب كرة قدم أمريكية أمريكي، ولد في 13 يوليو 1964.

## وصلات خارجية
- لاري إميري على موقع مرجع كرة القدم المحترفة.كوم (الإنجليزية)